# Wellington (Maine)
Wellington – miasto w Stanach Zjednoczonych, w stanie Maine, w hrabstwie Piscataquis.